# 南丹県
南丹県（なんたんけん）は中華人民共和国広西チワン族自治区河池市に位置する県。

## 行政区画
- 鎮:城関鎮、大廠鎮、車河鎮、芒場鎮、六寨鎮、月里鎮、吾隘鎮、羅富鎮
- 民族郷:中堡ミャオ族郷、八圩ヤオ族郷、里湖ヤオ族郷

## 交通

### 鉄道
- 中国国家鉄路集団
  - 黔桂線（中国語版）
    - 南丹駅